# Тонга на літніх Олімпійських іграх 2020
Тонга брала участь у літніх Олімпійських іграх 2020 року в Токіо. Спочатку Ігри мали відбутися з 24 липня до 9 серпня 2020 року, але через пандемію COVID-19 Ібули перенесені на 23 липня - 8 серпня 2021 року .  Це була десята поспіль участь країни на літніх Олімпійських іграх.

## Спортсмени
Нижче наводиться список кількості учасників Ігор.
| Вид спорту     | Чоловіки | Жінки | Усього |
| -------------- | -------- | ----- | ------ |
| Легка атлетика | 1        | 0     | 1      |
| Плавання       | 1        | 1     | 2      |
| Тхеквондо      | 1        | 1     | 2      |
| Важка атлетика | 0        | 1     | 1      |
| Усього         | 3        | 3     | 6      |

## Легка атлетика
Тонга отримала універсальну квоту від IAAF для відправлення одного легкоатлета-чоловіка на Олімпійські ігри.
Легенда
- Note —  для трекових дисциплін місце вказане лише для забігу, в якому взяв участь спортсмен
- Q = Кваліфікований для наступного раунду
- q = Кваліфікований на наступний раунд за добором; для трекових дисциплін, хто був найшвидшим, але програв, для технічних дисциплін — за місцем без досягнення кваліфікаційної мети
- NR = Національний рекорд
- N/A (Не застосовується) = Раунд не застосовується до події
- Bye = Спортсмену не потрібно брати участь у раунді

Трек і дорожні дисципліни
| Спортсмен        | Дисципліна      | Попередній забіг | Попередній забіг | Півфінал        | Півфінал        | Фінал           | Фінал           |
| Спортсмен        | Дисципліна      | Результат        | Місце            | Результат       | Місце           | Результат       | Місце           |
| ---------------- | --------------- | ---------------- | ---------------- | --------------- | --------------- | --------------- | --------------- |
| Рональд Фотофілі | Чоловіки, 100 м | 11.19 SB         | 8                | Завершив виступ | Завершив виступ | Завершив виступ | Завершив виступ |

## Плавання
Тонга отримала універсальне запрошення від FINA надіслати на Олімпіаду двох плавців з найвищим рейтингом (по одному для кожної статі) у відповідних індивідуальних змаганнях відповідно до системи очок FINA від 28 червня 2021 року
| Спортсмен   | Дисципліна                 | Заплив            | Заплив            | Півфінал         | Півфінал         | Фінал            | Фінал            |
| Спортсмен   | Дисципліна                 | Час               | Місце             | Час              | Місце            | Час              | Місце            |
| ----------- | -------------------------- | ----------------- | ----------------- | ---------------- | ---------------- | ---------------- | ---------------- |
| Аміні Фонуа | Чоловіки, 100 м брасом     | Дискваліфікований | Дискваліфікований | Завершив виступ  | Завершив виступ  | Завершив виступ  | Завершив виступ  |
| Ноелані Дей | Жінки, 50 м вільним стилем | 29.06             | 63                | Завершила виступ | Завершила виступ | Завершила виступ | Завершила виступ |

## Тхеквондо
Тонга представлена у змаганнях з тхеквондо на Іграх двома спортсменами. Олімпієць Ріо-2016 Піта Тауфатофуа (чоловіки, понад 80 кг) і Малія Пасека (жінки, до 67 кг) забезпечили собі місця перемогою у своїх вагових категоріях на кваліфікаційному турнірі Океанії-2020 у Голд-Кості, штат Квінсленд, Австралія
| Спортсмен       | Дисципліна            | 1/8 фіналу          | Чвертьфінал        | Півфінал           | Втішний поєдинок       | Фінал / БМ         | Фінал / БМ |
| Спортсмен       | Дисципліна            | Суперник Результат  | Суперник Результат | Суперник Результат | Суперник Результат     | Суперник Результат | Місце      |
| --------------- | --------------------- | ------------------- | ------------------ | ------------------ | ---------------------- | ------------------ | ---------- |
| Піта Тауфатофуа | Чоловіки, понад 80 кг | Ларін (ROC)         | Завершив виступ    | Завершив виступ    | Трайкович (SLO) L 1–22 | Завершив виступ    | 7          |
| Малія Пасека    | Жінки, до 67 кг       | Вільямс (GBR) L RSC | Завершила виступ   | Завершила виступ   | Малак (EGY)            | Завершила виступ   | 7          |

## Важка атлетика
Тонга отримала одну тристоронню квоту запрошень від Міжнародної федерації важкої атлетики. 
| Спортсмен       | Дисципліна         | Ривок     | Ривок | Поштовх   | Поштовх | Усього | Місце |
| Спортсмен       | Дисципліна         | Результат | Місце | Результат | Місце   | Усього | Місце |
| --------------- | ------------------ | --------- | ----- | --------- | ------- | ------ | ----- |
| Куйніні Манумуа | Жінки, понад 87 кг | 103       | 8     | 125       | 9       | 228    | 8     |